# Red Nation
Red Nation – singiel amerykańskiego rapera Game’a. Utwór promował album The R.E.D. Album, który został wydany 23 sierpnia, 2011 roku. Gościnnie występuje Lil Wayne.

## Lista utworów
- Digital download[3]

1. „Red Nation” featuring Lil Wayne – 3:50

## Notowania
| Notowania (2011–)                | Najwyższa pozycja |
| -------------------------------- | ----------------- |
| Niemcy (Deutsche Black Charts)   | 6                 |
| US Billboard Hot 100             | 62                |
| US Hot Digital Songs (Billboard) | 39                |